# Plemo
Plemo is een plaats (frazione) in de Italiaanse gemeente Esine.